# Don't Believe the Truth
《Don't Believe the Truth》는 2005년 5월 30일에 발매된 영국의 록 밴드 오아시스의 여섯 번째 스튜디오 음반이다. 이 음반은 발매 첫 주 238,000장가량이 판매되며 영국 앨범 차트 1위에 올랐다. 또한 미국 차트 12위에 올랐는데, 비록 차트에 오래 머무르지는 못했지만 《Be Here Now》(1997년) 이후 발매된 오아시스의 음반 중 가장 높은 순위였다. 이 음반은 영국에서 2006년 첫 주까지 트리플 플래티넘을 달성했는데, 이것은 9번째로 빠른 판매 기록이었다. 《Don't Believe the Truth》는 2007년 4월 현재 전 세계적으로 4백만 장가량 판매되었다.
이 음반에서는 밴드의 모든 멤버가 작곡에 참여하였으며, 처음으로 멤버들 간의 역할을 넘나들며 작업했다. 어떤 곡에서는 베이시스트인 앤디 벨이 기타를 연주했고, 다른 곡에서는 겜이나 노엘이 베이스를 담당하기도 한 것이다. 《Don't Believe the Truth》는 오랜 기간 오아시스의 드러머였던 앨런 화이트를 대신하여 잭 스타키가 드럼을 맡은 첫 번째 음반이다.
리암 또한 그의 일취월장한 작곡 실력을 통해 음반에 크게 기여했다. 노엘은 6집에 대해, 모든 멤버들이 골고루 참여했기 때문에 오아시스의 3~6집 중 가장 좋아하는 음반이라고 밝혔다. 또한 그렇기 때문에 전형적인 노엘식 오아시스 음반과 다른 느낌이라고도 말했다.
그들은 대규모의 세계 투어 콘서트에 착수하여 런던 아스토리아 극장을 시작으로 Don't Believe the Truth Tour를 돌았으며, 그 투어의 일환으로 2006년 2월 21일 올림픽공원 올림픽홀에서 첫 내한공연을 가졌다.

## 녹음
《Don't Believe the Truth》의 녹음 일정은 예상보다 지연되었다. 이 음반은 원래 녹음 첫 3~4주 정도를 프로듀싱 그룹인 데쓰 인 베가스(Death in Vegas)와 함께 작업하여, 2004년 여름이나 가을쯤 발매될 예정이었다. 녹음은 앨런 화이트가 탈퇴한 후인 2004년 1월, 콘월의 쏘밀즈 스튜디오(Sawmills Studios) - 그들의 데뷔 음반인 《Definitely Maybe》를 녹음했던 -에서 시작되었는데, 녹음 세션이 끝난 후에도 그들은 결과물에 만족하지 못했다.
노엘은 기회가 있을 때마다 항상 데쓰 인 베가스와의 작업에는 아무런 불만이 없고, 단지 음반에 실릴 만한 괜찮은 곡들이 부족했기 때문에 새로운 곡을 쓰기 위한 휴식이 필요했다고 말하곤 했다. 노엘은 첫 녹음 세션에 대해서 "우리는 똥을 예쁘게 포장하기 위해 애썼던 거다"라고 표현했다. 노엘의 말에 따르면, 데스 인 베가스와 작업했던 10곡 중 6곡은 "B 사이드에도 못 실릴 만큼 형편없는 곡"이었다고 한다. 그 10곡 중 결국 4곡(〈Turn Up the Sun〉,〈Mucky Fingers〉,〈A Bell Will Ring〉,〈The Meaning of Soul〉)이 음반에 실리게 되었는데, 그마저도 모두 추가작업을 하거나 재녹음을 한 후에 발매되었다.
잠깐의 휴식기 동안 〈Let There Be Love〉,〈Lyla〉,〈Part of the Queue〉등의 새 곡들을 작곡한 후, 밴드는 노엘을 프로듀서로 하여 오아시스 소유의 휠러 엔드 스튜디오(Wheeler End Studios)에서 녹음을 재개했다. 또한 더 후(The Who)의 드러머인 잭 스타키도 녹음에 합류했다. 2004년 6월 오아시스는 이때 녹음했던 신곡 두 곡 - 리암이 작곡한 〈The Meaning of Soul〉과 겜이 작곡한 〈A Bell Will Ring〉- 을 풀(Poole)의 라이트하우스(The Lighthouse)와 글래스톤베리 페스티벌에서 라이브로 첫 공개했다.
미국 프로듀서 데이브 사르디가 오아시스의 매니저 마커스 러셀(Marcus Russell)로부터 음반 작업에 문제가 있다는 소식을 들은 후 자신이 프로듀싱을 맡고 싶다는 의사를 타진해왔다. 사르디는 지금까지 녹음된 테입을 받아 믹싱해서 보내줬는데, 밴드로부터 결과물이 마음에 든다는 답을 얻고  녹음을 지휘하기 위해 런던 올림픽 스튜디오로 날아왔다. 집 근처에서 일하는 것이 더 편했던 사르디는 얼마 지나지 않아 오아시스에게 로스앤젤레스로 옮겨서 재녹음을 하자고 제안했다. 밴드도 마침내 이에 동의를 하고 2004년 10월 캐피톨 스튜디오에서 녹음을 시작하여 9주간 작업을 진행했다.

## 발매
이 음반의 첫 싱글을 결정하는 과정에서, 원래 후보로 제시됐던 곡들에 대해 유통사측이 첫 싱글로 적합하지 않다고 생각했기 때문에 다소 갈등이 있었다. 결국 1년 전 노엘이 작곡하고 데모를 만들어 두었지만 당시까지 정식 녹음되지 않고 있었던 〈Lyla〉를 녹음하기로 결정했고, 데이브 사르디가 새로 녹음한 리암의 보컬과 잭의 드럼 트랙을 노엘의 기존 데모 원본과 리믹스해서 최종본을 만들어냈다. 〈Lyla〉는 영국 싱글 차트 1위, 미국 모던 락 차트 19위에 올랐다. 원래 첫 싱글로 〈Mucky Fingers〉를 주장했던 노엘은, 첫 싱글 결정이 밴드의 손을 떠나 유통사에 의해 이루어졌다는 사실에 대해 처음에는 탐탁지 않아 했지만 현재로서는 〈Lyla〉 덕분에 "장사가 잘됐다(done the business)"는 사실을 마지못해 인정하고 있다.
2005년 4월에 홍보용 음반에서 4곡(〈The Meaning of Soul〉, 〈Mucky Fingers〉, 〈Keep the Dream Alive〉, 〈Let There Be Love〉)이 유출됐다. 2005년 5월 3일에는 애플사의 독일 아이튠즈 스토어에서 계획보다 일찍 음반을 업로드함으로써 음반 전체가 유출되는 일도 있었다. 경위에 대해 애플사나 오아시스 측에서 공식 코멘트는 없었지만, 애플사에서 "5월 30일"을 "5월 3일"로 혼동하여 빚어진 실수인 것으로 추측된다.

## 트랙 목록
1. 〈Turn Up the Sun〉 (앤디 벨) – 3:59
2. 〈Mucky Fingers〉 (노엘 갤러거) – 3:55
3. 〈Lyla〉 (노엘 갤러거) – 5:10
4. 〈Love Like a Bomb〉 (리암 갤러거, 겜 아처) – 2:52
5. 〈The Importance of Being Idle〉 (노엘 갤러거) – 3:39
6. 〈The Meaning of Soul〉 (리암 갤러거) – 1:42
7. 〈Guess God Thinks I'm Abel〉 (리암 갤러거) – 3:24
8. 〈Part of the Queue〉 (노엘 갤러거) – 3:48
9. 〈Keep the Dream Alive〉 (앤디 벨) – 5:45
10. 〈A Bell Will Ring〉 (겜 아처) – 3:07
11. 〈Let There Be Love〉 (노엘 갤러거) – 5:31

### 보너스 트랙
- 〈Can Y'see It Now? (I Can See It Now!!〉- 4:19 (일본판 CD)
- 〈Sittin' Here in Silence (On My Own)〉- 2:00 (일본판 CD, 〈Let There Be Love〉싱글 B 사이드)
- 〈Pass Me Down the Wine〉- 3:50 (미국 아이튠즈, 〈The Importance of Being Idle〉싱글 B 사이드)
- 〈Eyeball Tickler〉- 2:47 (영국/캐나다 아이튠즈, 〈Lyla〉싱글 B 사이드)

### 기타
- 원래 〈Stop the Clocks〉가 〈The Meaning of Soul〉과 〈Part of the Queue〉사이에 포함되어 발매될 예정이었다. 그러나 작업했던 모든 버전이 다 오아시스의 마음에 들지 않아서 결국 이 곡이 빠진 채로 음반이 발매되었다.

### 특별판
밴드와 스탭들의 인터뷰, 〈Lyla〉뮤직비디오 등을 담은 DVD가 포함된 한정판이 영국에서 발매되었고, 미국에서는 같은 콘텐츠가 듀얼디스크 버전으로 발매되었다.

## 참여
- 리암 갤러거 - 보컬
- 노엘 갤러거 - 리드 기타, 보컬, 프로듀서
- 앤디 벨 - 베이스 기타, 기타
- 겜 아처 - 리듬 기타, 리드 기타, 키보드
- 데이브 사르디 - 프로듀서, 믹싱
- 잭 스타키 - 드럼 (2번 트랙 제외)
- 레니 카스트로(Lenny Castro) - 퍼커션 (8번 트랙)
- 마틴 더피(Martin Duffy) - 피아노 (4번 트랙)
- 테리 커크브라이드(Terry Kirkbride) - 드럼 (2번 트랙)
- 헨리 필포츠(Henry Phillpots) - 믹싱 (2번 트랙)
- 폴 스테이시(Paul "Strangeboy" Stacy) - 믹싱 (2번 트랙), 피아노/멜로트론 (11번 트랙)

## 싱글
| 싱글 |
| --- |
| 〈Lyla〉 - 발매일: 2005년 5월 16일 - 작사/곡: 노엘 갤러거 - 프로듀서: 데이브 사르디, 노엘 갤러거 - 차트 최고 순위: 1위(영국), 5위(아일랜드), 19위(미국 모던 록 차트) |
| 〈The Importance of Being Idle〉 - 발매일: 2005년 8월 22일 - 작사/곡: 노엘 갤러거 - 프로듀서: 노엘 갤러거 - 차트 최고 순위: 1위(영국)                                |
| 〈Let There Be Love〉 - 발매일: 2005년 11월 28일 - 작사/곡: 노엘 갤러거 - 프로듀서: 데이브 사르디 - 차트 최고 순위: 2위(영국), 2위(이탈리아), 2위(일본)              |